# Bithoracochaeta flavicoxa
Bithoracochaeta flavicoxa är en tvåvingeart som beskrevs av Malloch 1934. Bithoracochaeta flavicoxa ingår i släktet Bithoracochaeta och familjen husflugor.
Artens utbredningsområde är Costa Rica. Inga underarter finns listade i Catalogue of Life.